# Mentiras pasajeras
Mentiras pasajeras es una serie de televisión por internet español de comedia dramática creada por Nerea Castro para SkyShowtime. La serie fue producida por los hermanos Pedro y Agustín Almodóvar mediante su productora El Deseo, y está protagonizada por Elena Anaya, Pilar Castro, Hugo Silva, Quim Gutiérrez, Susi Sánchez, María Botto, Pedro Casablanc, Estefanía de los Santos, María León y Julián López. Se estrenó en SkyShowtime el 9 de octubre de 2023.

## Trama
Lucía (Elena Anaya) es una ejecutiva de una compañía de alta tecnología en tratamientos estéticos que ha luchado para alejarse todo lo posible de su origen humilde. Pero justo el día en que debía recibir un más que merecido ascenso, es acusada de espionaje industrial y expulsada de su puesto de trabajo.

## Reparto

### Principal
- Elena Anaya como Lucía Guijarro
- Pilar Castro como Maite Minondo
- Hugo Silva como Basilio Barabino Boix
- Quim Gutiérrez como Santiago "Santi" Tello

con la colaboración especial de
- María Botto como Patricia (Episodio 1 - Episodio 3; Episodio 5 - Episodio 8)
- Pedro Casablanc como Ricardo (Episodio 1 - Episodio 2; Episodio 5; Episodio 7 - Episodio 8)
- Estefanía de los Santos como Laura (Episodio 1 - Episodio 2; Episodio 4 - Episodio 8)
- María León como Marijo, prima de Lucía (Episodio 1; Episodio 5; Episodio 8)
- Julián López como El detective (Episodio 2 - Episodio 4)
- Susi Sánchez como Carmen Boix

### Secundario
- Mariona Terés como Natalia (Episodio 1 - Episodio 7)
- Jorge Motos como Olivo Barabino
- Enzo Pérez como Telmo Barabino
- Naira Lleó como Leire
- Antonio Muñoz de Mesa como Sebastián (Episodio 1; Episodio 4; Episodio 6; Episodio 8)

## Episodios
| N.º | Título    | Dirigido por  | Escrito por | Fecha de emisión original |
| --- | --------- | ------------- | --- | ------------------------- |
| 1   | «Primero» | Félix Sabroso | Argumento: Nerea Castro, Blanca Andrés y Pol Cortecans Guión: Nerea Castro, Pol Cortecans, Félix Sabroso y Juan Flahn | 9 de octubre de 2023      |
| 2   | «Segundo» | Félix Sabroso | Argumento: Nerea Castro, Blanca Andrés y Pol Cortecans Guión: Nerea Castro, Pol Cortecans, Félix Sabroso y Juan Flahn | 16 de octubre de 2023     |
| 3   | «Tercero» | Marta Font    | Argumento: Nerea Castro, Blanca Andrés y Pol Cortecans Guión: Nerea Castro, Pol Cortecans, Félix Sabroso y Juan Flahn | 23 de octubre de 2023     |
| 4   | «Cuarto»  | Marta Font    | Argumento: Nerea Castro, Blanca Andrés y Pol Cortecans Guión: Nerea Castro, Pol Cortecans, Félix Sabroso y Juan Flahn | 30 de octubre de 2023     |
| 5   | «Quinto»  | Marta Font    | Argumento: Nerea Castro, Blanca Andrés y Pol Cortecans Guión: Nerea Castro, Pol Cortecans, Félix Sabroso y Juan Flahn | 6 de noviembre de 2023    |
| 6   | «Sexto»   | Félix Sabroso | Argumento: Nerea Castro, Blanca Andrés y Pol Cortecans Guión: Nerea Castro, Pol Cortecans, Félix Sabroso y Juan Flahn | 13 de noviembre de 2023   |
| 7   | «Séptimo» | Félix Sabroso | Argumento: Nerea Castro, Blanca Andrés y Pol Cortecans Guión: Nerea Castro, Pol Cortecans, Félix Sabroso y Juan Flahn | 20 de noviembre de 2023   |
| 8   | «Octavo»  | Félix Sabroso | Argumento: Nerea Castro, Blanca Andrés y Pol Cortecans Guión: Nerea Castro, Pol Cortecans, Félix Sabroso y Juan Flahn | 27 de noviembre de 2023   |

## Producción
El 23 de enero de 2020, la productora de Pedro y Agustín Almodóvar, El Deseo, y Viacom International Studios anunciaron que producirían una serie de ocho capítulos, titulada Mentiras pasajeras, la cual fue creada por Nerea Castro y Blanca Andrés Gómez. El proyecto es la primera serie de televisión producida por El Deseo desde Mujeres, la cual se emitió en La 2 en 2006. En 2022, Félix Sabroso confirmó en el podcast ¡Ay, la Caneli! que estaba trabajando para la serie y que su rodaje comenzaría en mayo de ese año. El rodaje comenzó justo a finales del mes, con Elena Anaya, Hugo Silva, Pilar Castro y Quim Gutiérrez como protagonistas.

## Lanzamiento
Cuando se confirmó públicamente el inicio del rodaje de la serie, fue anunciado que Paramount+ estaba a cargo de la distribución de la serie. Sin embargo, en marzo de 2023 se confirmó que en España se vería en su equivalente europeo, SkyShowtime. El 5 de septiembre de 2023, SkyShowtime programó el estreno de la serie para el 9 de octubre de 2023, con un nuevo capítulo estrenándose cada lunes. El 20 de septiembre de 2023, SkyShowtime sacó el póster y tráiler de la serie.